# Plein Soleil (Dalida)
Plein Soleil è una raccolta postuma della cantante italo-francese Dalida, pubblicata il 2 giugno 2023 da Universal Music France.
L'album è una compilation di brani a tema estivo.
È stato pubblicato sia in CD digipak, con 24 titoli, che in vinile 33 giri, contenente 12 tracce.

## Tracce (LP)
Lato A
1. Soleil
2. La chanson d'Orphée
3. Les enfants du Pirée
4. Jouez bouzouki
5. Love in Portofino
6. Amor Amor (Amour c'est tout dire)

Lato B
1. La feria
2. De Grenade à Seville
3. Quand revient l'été
4. Mama Caraïbo
5. Chez moi
6. O sole mio (versione in italiano)

## Tracce (CD)
1. Soleil
2. La chanson d'Orphée
3. O sole mio (versione in italiano)
4. Gondolier
5. Nuits d'Espagne
6. Kalimba de Luna (versione in francese)
7. Amor Amor (Amour c'est tout dire)
8. Héléna
9. Love in Portofino
10. Quand revient l'été
11. Les enfants du Pirée
12. La danse de Zorba (versione originale 1965)
13. Jouez bouzouki
14. Darla dirladada (versione in francese)
15. Itsi bitsi petit bikini
16. De Grenade à Seville
17. La feria
18. Flamenco (versione in francese)
19. Rendez-vous au Lavandou
20. Chez moi
21. Il faut danser reggae
22. Mama Caraïbo
23. Rio do Brasil
24. Remember... c'était loin